# The Dixie Hummingbirds
The Dixie Hummingbirds sind eine der einflussreichsten US-amerikanischen Gospel-Gesangsgruppen, die seit 80 Jahren die Entwicklung des Gospel entscheidend mitprägen.

## Bandgeschichte

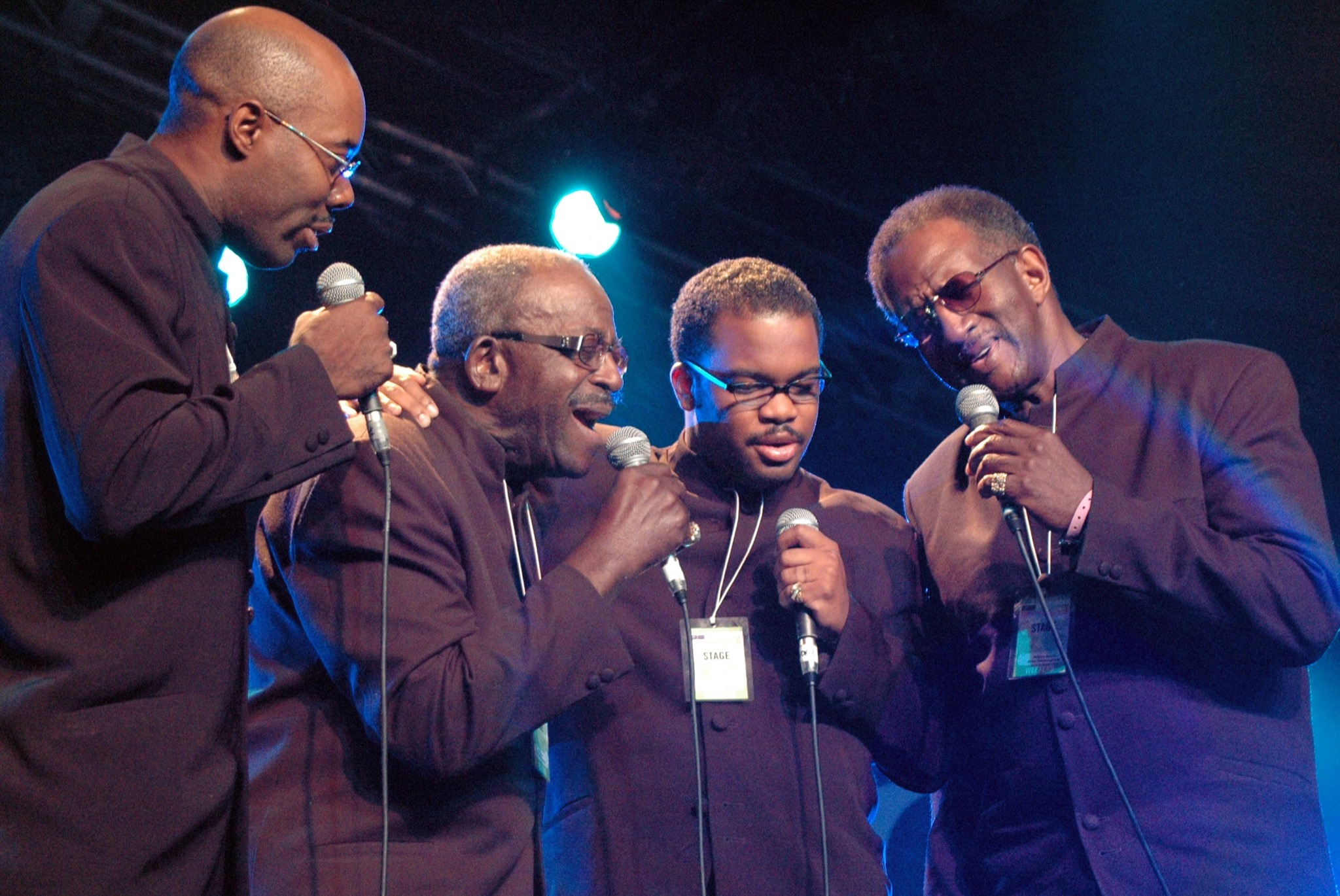
The Dixie Hummingbirds - Livekonzert im Jahr 2004

Die Dixie Hummingbirds wurden 1928 von James B. Davis und einigen Schulfreunden in Greenville, South Carolina, gegründet. Sie sangen in Kirchen ihrer Heimatgegend. Nach Schulabschluss gingen sie im Süden der USA auf Tour. 
1938 kam der erst 13-jährige Ira Tucker als Leadsänger zu den Hummingbirds. Im Jahr darauf erschienen die ersten Aufnahmen der Gruppe. 1942 zogen sie nach Philadelphia, Pennsylvania. Ihre Popularität wuchs beständig, nicht zuletzt wegen Tuckers außerordentlicher Bühnenpräsenz und stimmlicher Qualitäten.
Die Hummingbirds erfuhren im Laufe der Zeit einige Umbesetzungen. Das Line-up von 1952, das fast ein Vierteljahrhundert Bestand hatte, wird vielfach als die beste angesehen: Ira Tucker, James B. Davis, Willie Bobo, Beachey Thompson, James Walker und Gitarrist Howard Carroll.

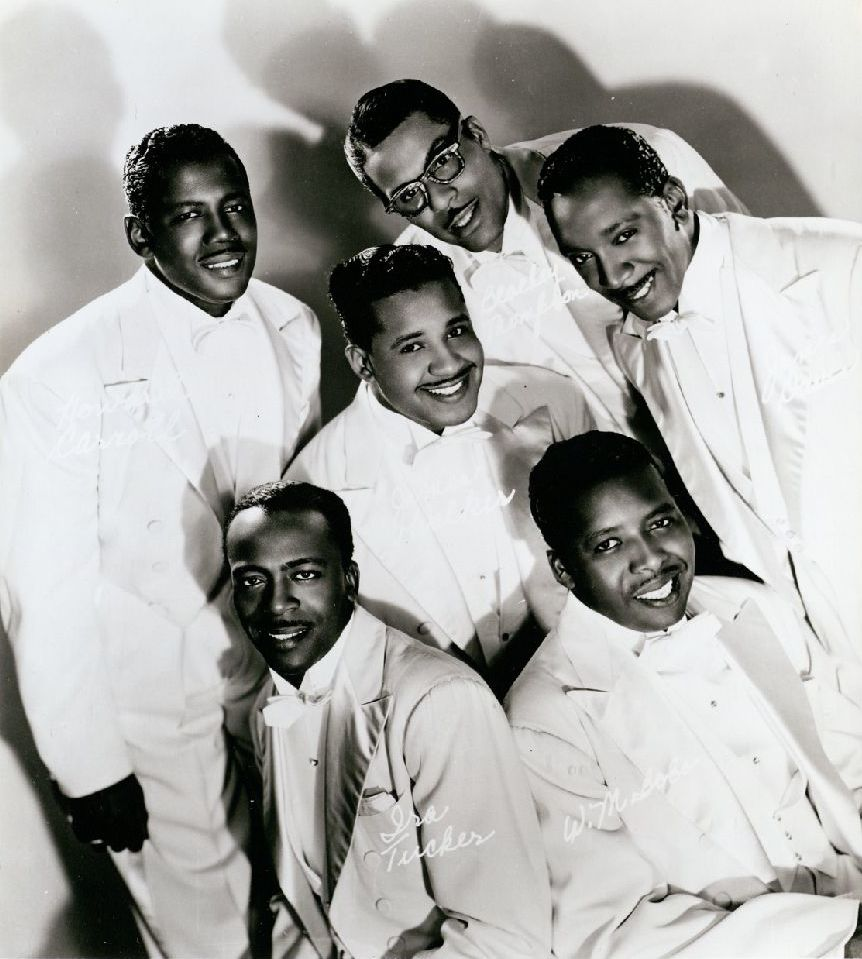
The Dixie Hummingbirds

Nach ihrem vielbejubelten Auftritt beim Newport Folk Festival 1966 zogen sich die Hummingbirds aus dem Bühnengeschäft zurück und traten nur noch in Kirchen auf. 1973 begleiteten sie jedoch Paul Simon bei seinem Hit Loves Me Like a Rock. Für diese Aufnahme wurden die Dixie Hummingbirds 1974 mit einem Grammy Award für die Beste Soul-Gospel-Darbietung ausgezeichnet.
1976 starb Willie Bobo, Davis zog sich 1984 ganz aus der Musik zurück, Walker starb 1992 und Thompson 1994, doch Tucker hielt die Dixie Hummingbirds mit neuen Sängern am Leben.
Zum 80-jährigen Bühnenjubiläum wurde im Frühjahr 2008 vom Filmemacher Jeff Scheftel der Dokumentarfilm The Dixie Hummingbirds: 80 Years Young veröffentlicht. Der bis zuletzt als Kopf der Dixie Hummingsbirds aktive Ira Tucker starb am 24. Juni 2008.
Die Hummingbirds beeinflussten viele andere Künstler, darunter Jackie Wilson, Bobby "Blue" Bland, James Brown und die Temptations, um nur einige wenige zu nennen. 